# Upplands runinskrifter 402
Upplands runinskrifter 402 är ett vikingatida runstensfragment av sandsten som påträffades i Kv. Kammakaren, Sigtuna och Sigtuna kommun som förvaras i Sigtuna museum. Fragmentet är 9 X 6,5 centimeter stort.

## Inskriften
Translitterering av runraden:
...r(i)-.../...r(u)-...
Normalisering till runsvenska:
...